# Anna Karénine (film, 1967)
Pour les articles homonymes, voir Anna Karénine (homonymie).
Pour plus de détails, voir Fiche technique et Distribution.
Anna Karénine (Анна Каренина) est un film soviétique en deux parties d'après le roman Anna Karénine de Léon Tolstoï, réalisé par Alexandre Zarkhi et sorti sur les écrans en URSS en 1967. Le film devait être présenté au festival de Cannes, mais à cause des événements de mai 1968, la première européenne ne put avoir lieu.

## Synopsis
Anna Karénine, une jeune femme mariée de la haute société russe du XIXe siècle, est amoureuse de Vronski, un jeune homme séducteur et fat. Elle prend la fuite avec lui, abandonnant ses enfants et son mari, ennuyeux et important. Les gens du monde se détournent d'Anna qui a de plus en plus de mal à retenir son amant. Elle finit par se jeter sous un train.

## Fiche technique
Sauf indication contraire, les informations mentionnées dans cette section peuvent être confirmées par la base de données cinématographiques IMDb,  présente dans la section « Liens externes ».
- Titre français : Anna Karénine[1]
- Titre original : Анна Каренина, Anna Karenina
- Réalisation : Alexandre Zarkhi
- Scénario : Vassili Katanian et Alexandre Zarkhi, d'après Léon Tolstoï
- Directeur de la photographie : Léonide Kalachnikov
- Musique : Rodion Chtchedrine
- Montage : Nina Petrykina
- Costumes : Lioudmilla Koussakova
- Société de production : Mosfilm
- Pays d'origine :  Union soviétique
- Langue originale : russe
- Format : couleur Sovcolor — 2,20:1 — son mono — 70 mm
- Genre : Drame et romance
- Durée : 145 minutes (2 h 25 min)
- Dates de sortie :
  - Union soviétique : 6 novembre 1967
  - France : 3 juillet 1968

## Distribution
- Tatiana Samoïlova : Anna Karénine
- Boris Goldaïev : Lévine
- Nikolaï Gritsenko : Karénine
- Alexandre Kaïdanovski : Jules Landau
- Youri Yakovlev : Steve Oblonski, frère d'Anna
- Iya Savvina : Dolly, femme de Steve Oblonski
- Anastasia Vertinskaïa : Kitty Chtcherbatskaïa, sœur de Dolly
- Vassili Lanovoï : Alekseï Vronski
- Maïa Plissetskaïa : la princesse Betsy Tverskaïa
- Sofia Piliavskaïa : la comtesse Vronski, mère d'Alekseï Vronski
- Lydia Soukharevskaïa : la comtesse Lydia Ivanovna
- Andreï Toutychkine : Lavier, avocat
- Elena Tiapkina : la comtesse Miagkaïa
- Vera Bourlakova : Annouchka, femme de chambre
- Youri Volyntsev : ami d'Alekseï Vronski
- Anatoli Koubatski : Matvei, valet de Steve Oblonski

## Sélections
- Festival de Cannes 1968 : sélection officielle
- Festival de Cannes 2008 : sélection Cannes Classics

Le festival de Cannes est interrompu en 1968 avant son terme à cause des événements de mai 68 et aucun prix n'est décerné. Au festival de Cannes 2008, cinq films de l'édition 1968 sont présentés en sélection Cannes Classics parmi lesquels Anna Karénine.